# Mount Congreve House

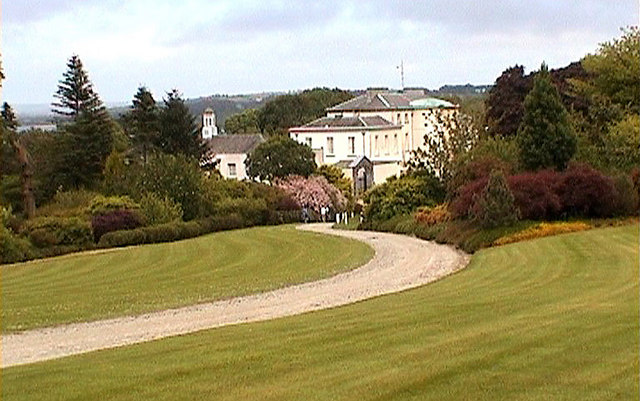
Mount Congreve House mit Gärten (1999)

Mount Congreve House (irisch Teach Bhruachaille) ist ein Landhaus im Townland Mountcongreve (Bruachaill) in der Nähe des Dorfes Kilmeadan, etwa 7 km westlich der Stadt Waterford im irischen County Waterford. Der Architekt des georgianischen Hauses aus dem 18. Jahrhundert war John Roberts aus Waterford, der später viele öffentliche Gebäude in Waterford, einschließlich der beiden Kathedralen, plante.

## Hintergrund und Geschichte
Die Familie Congreve stammte aus Staffordshire, wo sie seit dem 14. Jahrhundert ansässig waren. Das erste Familienmitglied, das sich in der Gegend von Waterford niederließ, war Reverend John Congreve (1654–1710). Sein Enkel und Erbe, John Congreve, ließ 1760, einige Jahre, nachdem er das Amt eines High Sheriff für das County Waterford innehatte, Mount Congreve House errichten.
Das Landhaus blieb dann sechs aufeinander folgende Generationen lang, bis zum Tod von Ambrose Congreve 2011 im Alter von 104 Jahren, Sitz der Familie Congreve. Die Besitzer des Anwesens seit 1760 waren nacheinander:
- John Congreve heiratete Mary Ussher 1758 und ließ 1760 Mount Congreve House erbauen.
- Deren Sohn, Ambrose Ussher Congreve (+ 1809) heiratete Anne Jenkins.
- Deren Sohn, John Congreve (1801–1863) heiratete Louisa Harriet Dillon, Tochter von Luke Dillon, 2. Baron Clonbrock.
- Deren Sohn, Ambrose Congreve III (1832–1901) heiratete Alice Elizabeth Dillon, Tochter von Robert Dillon, 3. Baron Clonbrock.
- Deren Sohn, Major John Congreve (1872–1957) heiratete Lady Helena Blanche Irene Ponsonby, Tochter von Edward Ponsonby, 8. Earl of Bessborough.
- Deren Sohn, Ambrose Christian Congreve (1907–2011) heiratete Margaret Gholson Glasgow.

Ambrose Christian Congreve starb 2011 und hinterließ das Anwesen der Republik Irland als Treuhänder. Der Inhalt des Hauses, einschließlich der Bibliothekssammlung wurden im Mai 2012 (durch Christie’s in London), bzw. im Juli 2012 (durch Mealy’s in Waterford), öffentlich versteigert.
John Congreve hatte die Bibliothek von Mount Congreve, eine interessante und wertvolle Sammlung von Büchern, von denen viele einzigartige Bucheignerzeichen mit dem Wappen der Congreves unter Einschluss dessen der Usshers trugen. Die Bibliothek war von John Congreves Enkel und Namensvetter katalogisiert ein Katalog 1827 herausgebracht worden.
Mount Congreve House war angeblich das letzte große Haus in Irland, in dem livrierte Diener angestellt waren. Zur Zeit der Griffith's Valuation 1850 wurde Mount Congreve House mit £ 68 10 s bewertet.

## Gärten

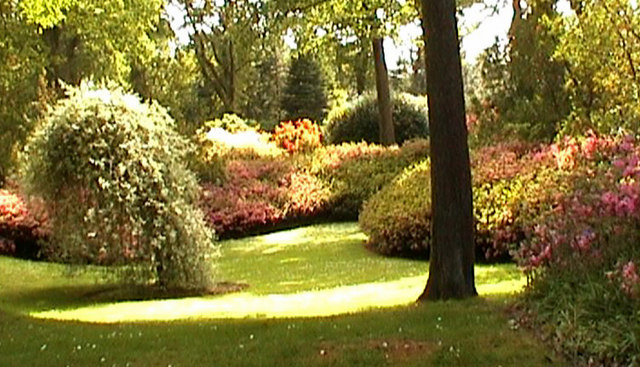
Lichter Waldgarten von Mount Congreve House

Die Gärten des Anwesens umfassen 28 Hektar intensiv bepflanzten, lichten Wald und einen 1,6 Hektar großen, eingefriedeten Garten. Die gesamte Sammlung besteht aus über 3000 verschiedenen Bäumen und Sträuchern, mehr als 2000 Rhododendren, 600 Kamelien, 300 kultivierten Ahornen, 600 Koniferen, 250 Kletterpflanzen und 1500 Kräutern. Sie sind wegen ihrer seltenen Pflanzenarten und ihrer Pflanzenzucht international bekannt. Ambrose Congreves gärtnerische Leistungen wurden von Königin Elisabeth II., die ihm den Order of the British Empire verlieh, und vom Trinity College Dublin, das ihm die Ehrendoktorwürde verlieh, anerkannt. Ambrose Congreve gewann für seine Gärten auch 13 Goldmedaillen auf der Chelsea Garden Show in London.
Die Gärten sind jeden Donnerstag und Sonntag öffentlich zugänglich.